# Davy Jones (Piráti z Karibiku)

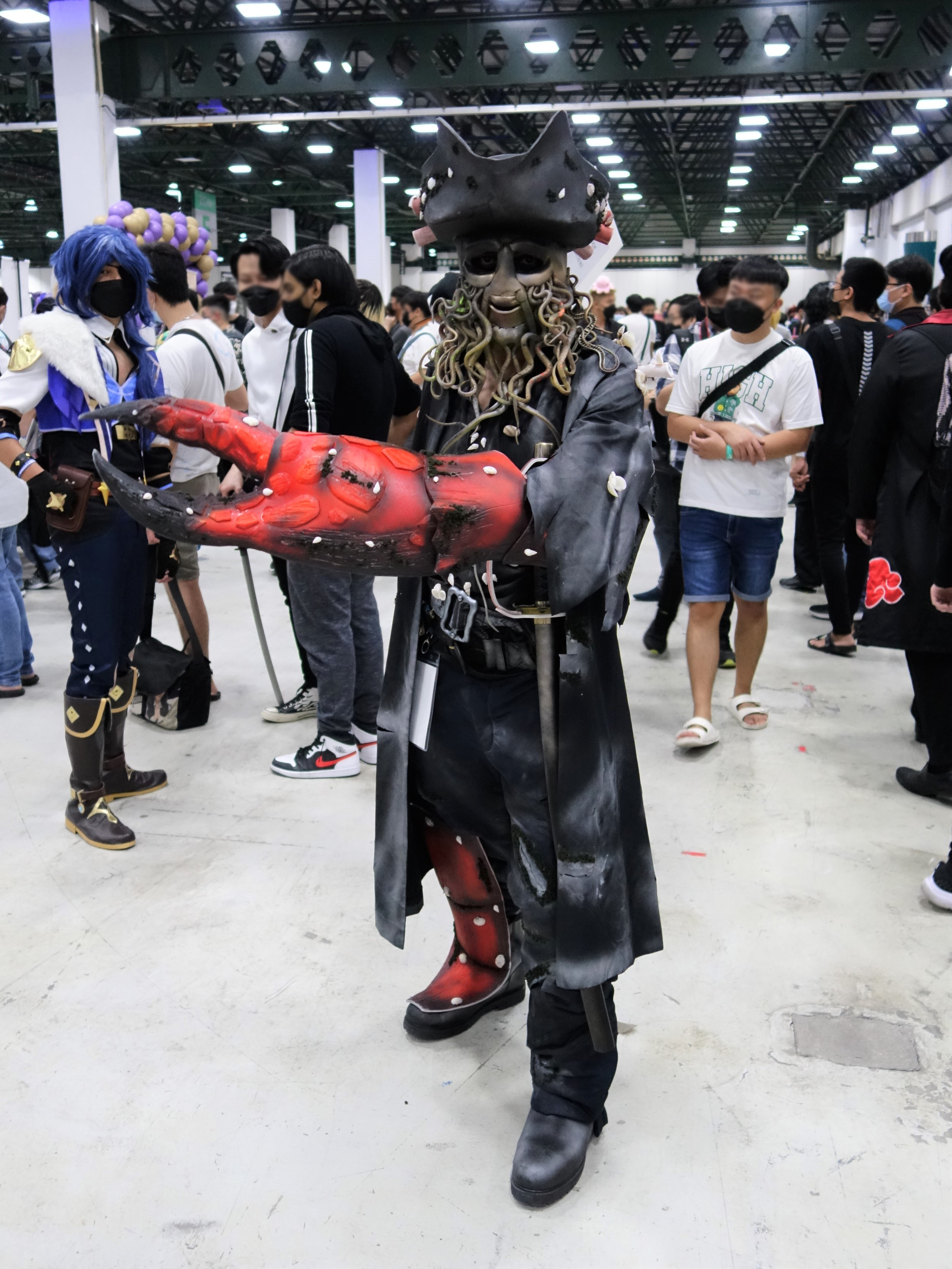
Cosplay Davy Jones

Davy Jones je fiktivní postava ze série filmů Piráti z Karibiku. Poprvé se objevil ve filmu Piráti z Karibiku: Truhla mrtvého muže jako hlavní záporná postava. Vychází z námořnických legend o Truhle Davyho Jonese a o Bludném Holanďanovi.
Postavu ztvárnil herec Bill Nighy a v českém znění ho nadaboval Jaroslav Kaňkovský.

## Život Davyho Jonese
Je mnoho legend o tom, kdo doopravdy Davy Jones byl. Často se tvrdí, že to byl kdysi skvělý kapitán a výborný námořník. Někteří odvážlivci dokonce tvrdí, že to byl i dobrý muž, který se však celým svým srdcem zamiloval do špatné ženy. Onou ženou byla samotná bohyně moří – Kalypsó (správně Calipsó), která jeho lásku opětovala stejnou měrou. Jones však záhy poznal, že krátký život smrtelníka je oproti nesmrtelnosti boha jen pouhým mžikem. A proto hledal způsob, jak se stát nesmrtelným, aby mohl být navždy po boku své milované Kalypsó. Ta ho jmenovala kapitánem bájného Bludného Holanďana a byl pověřen úkolem, aby on a jeho posádka pomáhala převážet na onen svět všechny ty, kteří zemřeli na moři. Takto zavázán, musel plnit svůj slib, bez ustání, celých 10 let. Až poté mohl na jediný den vstoupit na pevninu, aby se mohl opět vidět se svou milovanou Kalypsó. Jenže jak to tak bývá, bohové jsou bytosti rozmarné a ve svých slibech pomíjivé, a když uplynulo oněch 10 let a Davy Jones vstoupil na pevninu v očekávání své milé, Kalypsó nepřišla. Jonese to strašně rozhněvalo, připadal si zneužitý a zrazený. Aby se zbavil svého strašného žalu nad touto zradou, vyřízl si své srdce, které ukryl do truhly, a tím i zároveň zpečetil svoji nesmrtelnost. Osud má však krutý smysl pro ironii. I když se Jones zbavil téměř veškerých citů, zrovna ten žal, kterého se nejvíce snažil zbavit, v něm zůstal a on ho tedy začal přebíjet svou nepředstavitelnou krutostí. Zároveň přestal plnit svůj slib, že bude převážet ty, co zemřeli na moři. Za to ho Kalypsó i celou jeho posádku krutě potrestala. Proklela je a ze všech se staly ohyzdné zrůdy. Jones však toužil po pomstě. Poradil tedy prvnímu Bratrskému sněmu, schůzi pirátů, jak spoutat Kalypsó. Pomocí několika tolarů (ve skutečnosti jen několika prostých předmětů) spoutali její moc i s ní do prosté lidské podoby. Měla tak bezmocná navěky žít se svou zradou. Jones si pak dokonce vytvořil i svoji vlastní říši – Říši Davyho Jonese. Místo na samotném konci světa. Jedná se o jakousi paralelní realitu, mezi naším světem a světem mrtvých. Sestává jen z rozsáhlé pustiny, kterou obklopuje nekonečné bezvětrné moře. Místo, kde slunce nevychází, ale jen zapadá. Místo, kde budete žít věčně, ale jen sami se sebou, ve své vlastní beznaději. Sem posílal ty, kterým se nejvíce mstil. Tak začala krutá pouť Davyho Jonese a jeho Bludného Holanďana po všech světových mořích. Doprovázen největší bestií, kterou můžete v moři najít, samotným Krakenem, se stal postrachem všech námořníků. Zároveň nabíral nebohé námořníky, kteří se dostali do jeho ohyzdných spárů, mezi svou posádku tak, že jim dal možnost volby. Buď zemřít nebo (úpisem duše) celých 100 let sloužit na jeho lodi a tak oddálit krutou smrt a hrůzu z nejistoty, co přijde po ní. Všichni jsou však stejně postupně zrazováni, neb postupem času ztrácí sebe sama a stávají se součástí Bludného Holanďana. Toť příběh Davyho Jonese, kapitána Bludného Holanďana, muže, jenž až příliš miloval a za svou lásku byl zrazen. Někteří námořníci tvrdí, že kromě strašlivého ironického smíchu posádky, můžete v dáli slyšet smutnou hudbu lodních varhan, jejichž tón je tajemný a tvrdý, jako samotné oceány.

## Osud Davyho Jonese podle filmu
Podle trilogie Piráti z Karibiku vyzvedl Davy Jones pro Jacka Sparrowa ze dna moře Černou perlu – nejrychlejší loď v Karibiku – za to, že po třinácti letech nastoupí mezi jeho posádku. Jack ale slovo nechtěl dodržet, a tak začal boj mezi ním a Jonesem. I když nakonec dostal Jacka do Říše Davyho Jonese Kraken, Jack zatím spolu s přáteli pátral po srdci Davyho Jonese a muž jménem James Norrington jej lstí odnesl vůdci Východoindické společnosti, Beckettovi, a ten Davyho Jonese i s Bludným Holanďanem ovládal a donutil ho i zabít Krakena. Zatím byl ale Jack osvobozen a potom nastala závěrečná bitva mezi piráty a Společností, na jejíž straně byl nyní i Davy Jones. Mezitím však byla Kalypsó propuštěna a Davy Jones pocítil, že se blíží jeho konec. Přesto vedl svou loď do bitvy, kde byl ale zabit poté, co umírající Will Turner, kterého sám zabil, s pomocí Jacka probodl jeho srdce a Davy Jones se mrtev zřítil ze své lodi do hlubin moře, jímž za života byl, a jeho úděl převzal nový kapitán Holanďana – Will Turner. Willův syn Henry Turner se ale začal o otcovu kletbu zajímat. S pomocí Cariny Smythové, Jacka Sparrowa a kapitána Barbossy se mu podaří najít Poseidonův trojzubec, který dokáže zlomit všechny kletby. Henry Turner tak dostane zpátky svého otce a zbaví Jacka Sparrowa jeho nepřítele, kapitána Salazara. Will se samozřejmě vrátí ke své milované Elizabeth.